# Indophantes ramosus
Indophantes ramosus är en spindelart som beskrevs av Andrei V. Tanasevitch 2006. Indophantes ramosus ingår i släktet Indophantes och familjen täckvävarspindlar. Inga underarter finns listade i Catalogue of Life.